# Grotte d'Askondo
La grotte d'Askondo est une grotte ornée située dans la commune de Mañaria, dans la province de Biscaye, dans la communauté autonome du Pays basque, en Espagne,. Elle abrite des peintures et gravures pariétales datées du début du Solutréen, vers 24 000 ans avant le présent (AP). Askondo est le troisième site d'art pariétal le plus important de Biscaye, derrière la grotte de Santimamiñe et la grotte d'Arenaza. Elle a également livré des vestiges archéologiques datés de plusieurs époques du Paléolithique supérieur.

## Situation
La grotte d'Askondo est située dans la municipalité de Mañaria, à proximité de l'ermitage de San Lorenzo, dans le quartier Urkioleta. Au-dessus de l'ermitage se trouve la carrière d'Aperribai, qui n'est plus en activité, et au-dessus, l'entrée de la grotte. La grotte d'Askondo se trouve en dehors des limites du parc naturel d'Urkiola.

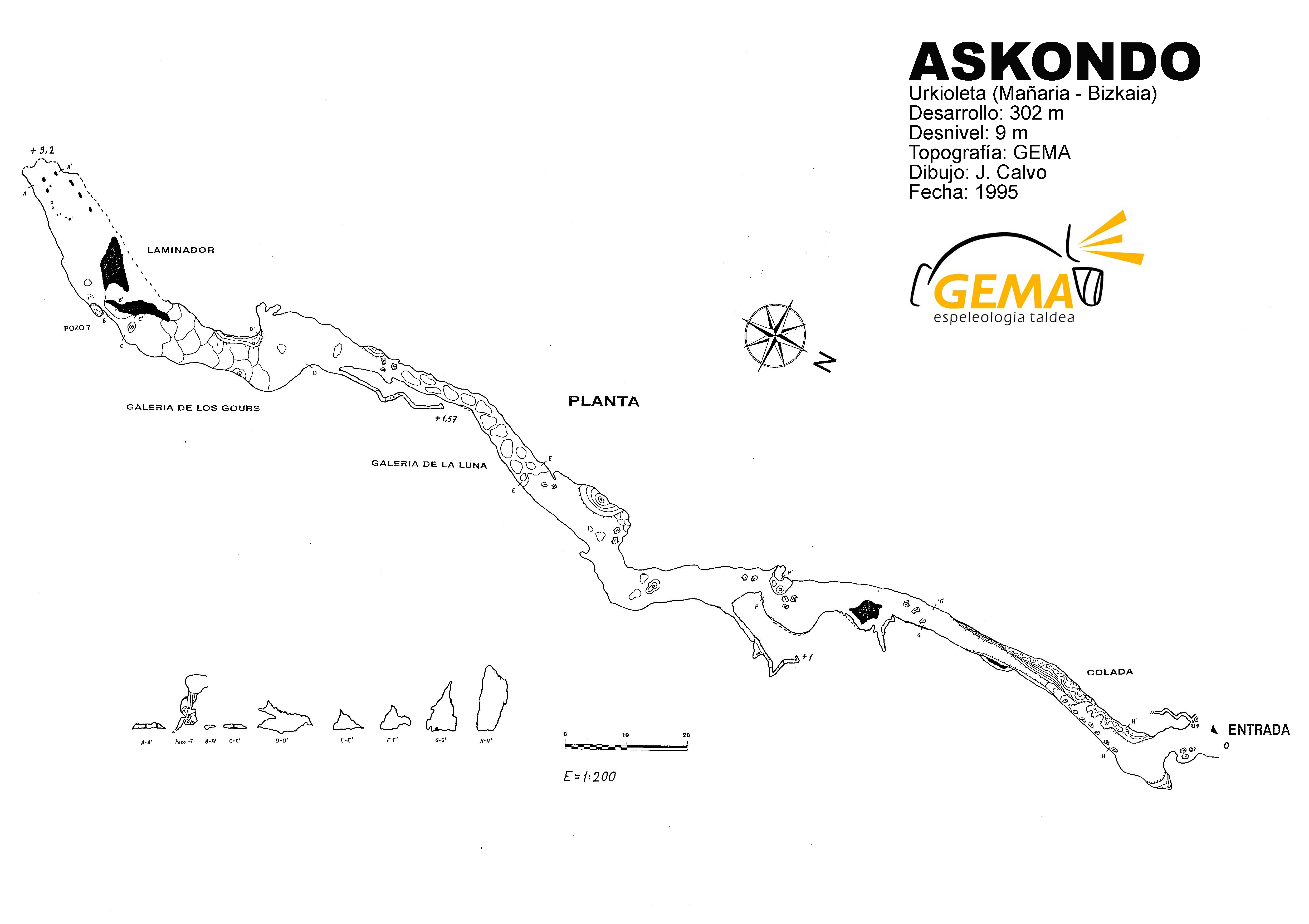
Plan de la grotte d'Askondo

## Historique
Dans les années 1970, un squelette fossile d'ours des cavernes a été découvert dans la grotte. La diffusion de cette nouvelle et la facilité d'accès à la grotte ont accru l'afflux de visiteurs, ce qui a endommagé le site.
En 2011, une série de peintures pariétales ont été découvertes. Elles ont été étudiées par une équipe d'archéologues dépendant de la Députation forale de Biscaye, dirigée par Diego Gárate et Joseba Ríos. L'étude consistait en l'évaluation du potentiel archéologique du site après avoir réalisé l'inventaire et la documentation de son art pariétal.

## Description
Tout près de l'entrée de la grotte se trouve une salle d'environ 10 m de haut avec des concrétions sur le côté droit. En montant une rampe, on accède à un itinéraire sinueux jusqu'à la Galerie de la Lune, pour ensuite accéder à la Galerie des Gours, qui doit son nom à l'abondance de ce type de formation (barrages naturels). En traversant une chatière, on atteint un puits de 7 m de profondeur, alimenté en eau. La galerie s'achève par un passage de 7 m de large qui s'abaisse jusqu'à ce que la progression devienne impossible en raison de sa faible hauteur, environ 30 cm.

## Datation
La datation des peintures pariétales a été obtenue par l'étude d'un os de cerf trouvé incrusté dans le mur et qui a livré un âge de 23 800 ans AP, ce qui correspond au début du Solutréen. Une telle datation au carbone 14 sur un élément organique jugé contemporain des peintures n'est pas toujours possible dans les grottes ornées.

## Art pariétal
Les peintures pariétales sont situées dans la grande salle à l’entrée de la grotte. On a répertorié une douzaine de figures où abondent les chevaux, représentés avec ce qu'on appelle le nez de canard ou sinueux, courant dans les représentations trouvées dans les grottes d'Europe datées de la même époque. Les chevaux peints se distinguent par leur grande taille, d'environ 1,70 m. On a recensé aussi une main négative et une trentaine de figures abstraites du type points, taches, lignes, etc., concentrées pour la plupart dans la zone d'entrée. De plus, trois séries de lignes rouges sont apposées au fond de la cavité, à environ 150 m de l'entrée.

## Occupation humaine
Plusieurs sondages ont été effectués dans le sol de la grotte, qui n'ont pas atteint le substrat rocheux. La couche sédimentaire aurait une épaisseur supérieure à 6,5 m, ce qui laisse envisager de possibles découvertes de vestiges archéologiques plus anciens que ceux connus à ce jour.
Le premier Homo sapiens aurait occupé la grotte il y a environ 31 000 ans, laissant des outils lithiques du Gravettien, puis du Solutréen. Bien plus tard, à l’Âge du bronze, il y a 3 300 ans, des enterrements humains furent effectués.
Chronologie du site :
- Gravettien (il y a 31 000 ans), restes d'outils en silex et restes de faune herbivore.
- Solutréen (il y a 24 000 ans), vestiges d'industrie osseuse, peintures pariétales.
- Magdalénien (il y a 17 500 ans), restes de faune herbivore consommés dans la grotte.
- Âge du bronze (il y a 3 300 ans). Plusieurs individus, adultes et enfants, ont été incinérés. On trouve des tessons de céramique qui pourraient faire partie du mobilier funéraire des morts.

## Vestiges de faune
5 839 restes fossiles de faune ont été collectés, principalement des restes d'Ursus spelaeus (Ours des cavernes) datés de 21 000 ans AP.